# جنبش حروفی
جنبش حروفی (عربی: حركة الحروفية)
رویکردی زیبایی‌شناسانه است که از نیمه دوم قرن بیستم، میان هنرمندان کشورهای مسلمان پدیدار شد. این حرکت تلفیقی از دریافتِ هنریِ این هنرمندان از خوش‌نویسی در جهان اسلام و هنر نوگرا است. به عبارت دیگر این حرکت که از زیبایی‌شناسی هنرهای خط عربی الهام گرفته شده‌است، به شیوه ای معاصر و مدرن به آثار هنری تبدیل شده‌است. 
نام این جنبش از نهضت حروفیه گرفته شده که پیروان آن برای حروف ارزشی فراتر از ماهیتِ زبانی و الفبائی قائل بودند.
ساندرا داگر، مورخ هنر، 《جنبش حروفی》 را مهمترین جنبشی که در قرن بیستم در جهان هنر عربی پدید آمد توصیف کرده‌است.